# Komisja Rządowa Przychodów i Skarbu
Komisja Rządowa Przychodów i Skarbu – komisja rządowa, która powstała na podstawie konstytucji Królestwa Polskiego z 1815. Została zwołana dekretem królewskim w 1816. Kontynuowała działalność Ministerium Skarbu Księstwa Warszawskiego, działającego od 1807. 
Od 1825 siedzibą ministerstwa był pałac Komisji Rządowej Przychodów i Skarbu, wzniesiony w zespole budynków rządowych przy pl. Bankowym.

## Opis
Była jedną z pięciu komisji rządowych stanowiących centralną władzę administracyjną w Królestwie Polskim. Do zadań Komisji należało wprowadzanie w życie praw i ustaw skarbowych, zarządzanie funduszami, podawanie kandydatów na urzędy skarbowe zależne od nominacji królewskiej, mianowanie urzędników niższych stopni itp. Organizację Komisji określał wspomniany dekret z 1816 r. Była organem kolegialnym, przewodniczył jej minister. W jej skład wchodziły dyrekcje: podatków i dochodów stałych, podatków i dochodów niestałych, kas i rachunkowości (kontroli) oraz od 1818 r. dóbr i lasów rządowych. Dyrekcje dzieliły się na wydziały i biura. W skład komisji wchodził też Sekretariat Generalny. Po powstaniu listopadowym dyrekcje przemianowano na wydziały ograniczając jednocześnie ich kompetencje. Komisja Rządowa Przychodów i Skarbu została zlikwidowana na mocy ukazu carskiego w 1867 r., a jej uprawnienia i akta przejął Zarząd Finansowy Królestwa Polskiego zniesiony w 1869 r. W jego miejsce powołano w guberniach izby skarbowe, którym przekazano zgodnie z właściwością terytorialną akta szczegółowe Komisji Rządowej Przychodów i Skarbu (akta o charakterze ogólnym zostały wywiezione do Petersburga).
Posiadała bogate zbiory biblioteczne.

## Siedziba
W latach 1815–1818 Komisja zajmowała pierwsze i drugie piętro pałacu Teppera. W 1825 siedzibą Komisji stał się pałac Komisji Rządowej Przychodów i Skarbu.